# Adam Kryger
Adam Kryger (ur. 28 kwietnia 1969 w Rudzie Śląskiej) – polski piłkarz, futsalista, piłkarz plażowy. Jedyny polski piłkarz, który otrzymał powołania do trzech reprezentacji Polski. Obecnie trener Gwiazdy Ruda Śląska, która występuje w Futsal Ekstraklasie.
Karierę zaczynał w 1987 jako piłkarz Uranii Ruda Śląska. Potem przez 4 sezony (od 1989) grał w Szombierkach Bytom, z których w 1993 trafił do Ruchu Chorzów. Następnie grał w Polonii Warszawa, KFC Eeklo (Belgia), Polonii Bytom, Lechu Poznań, Odrze Wodzisław, Dyskobolii Grodzisk Wlkp., Hetmanie Zamość, Widzewie Łódź i Piaście Gliwice, a w 2004 w Śląsku Świętochłowice.
Od 2005 roku był grającym trenerem V-ligowego Sokoła Zabrzeg (pow. bielski). W następnych latach Adam Kryger skupił się na futsalu. Grał w takich klubach jak Clearex Chorzów czy Hurtap Łęczyca, z którymi zdobył wiele tytułów i trofeów. W 2013 objął stanowisko trenera w Rekordzie Bielsko-Biała, który występuje w Ekstraklasie w futsalu. W sezonie 2013/2014 doprowadził Rekord Bielsko Biała do tytułu Mistrza Polski.
W piłce nożnej plażowej reprezentował drużyny Clearexu Chorzów, a także Hurtapu Łęczyca. W 2007 roku zdobył Mistrzostwo Polski w piłce plażowej.